# Copa del Rey 1987/88
Die Copa del Rey 1987/88 war die 84. Austragung des spanischen Fußballpokals.
Der Wettbewerb startete am 2. September 1987 und endete mit dem Finale am 30. März 1988 im Estadio Santiago Bernabéu (Madrid). Den Titel gewann der FC Barcelona durch einen 1:0-Erfolg im Finale gegen Real Sociedad, den Titelverteidiger des Pokalwettbewerbs. Damit qualifizierten sich die Katalanen für die Teilnahme am Europapokal der Pokalsieger 1988/89.

## Erste Hauptrunde
Die Hinspiele wurden am 1., 2. und 3. September, die Rückspiele am 8. und 9. September 1987 ausgetragen.
|                            | Gesamt          |                           | Hinspiel | Rückspiel |
| -------------------------- | --------------- | ------------------------- | -------- | --------- |
| CF Cristo Olímpico         | 3:1             | Racing Lermeño            | 1:1      | 2:0       |
| UCD Chantrea               | 4:1             | CF Gandía                 | 2:0      | 2:1       |
| CD Cox                     | 0:3             | Lorca Deportiva           | 0:0      | 0:3       |
| Sporting Mahonés           | 0:2             | UD Poblense               | 0:2      | 0:0       |
| CD Badía                   | 3:2             | RCD Mallorca Atlético     | 2:1      | 1:1       |
| SD Lemona                  | 0:1             | San Sebastián CF          | 0:0      | 0:1       |
| Real Ávila                 | 2:2 (?:? i. E.) | SD Ponferradina           | 2:0      | 0:2       |
| RSF Cultural de Durango    | 3:3 (?:? i. E.) | CD Baskonia               | 3:1      | 0:2       |
| CA Osasuna Promesas        | 7:3             | CD Mirandés               | 5:0      | 2:3       |
| CD Plasencia               | 5:1             | CP Cacereño               | 2:0      | 3:1       |
| CD Endesa As Pontes        | 1:2             | CD Lalín                  | 0:0      | 1:2       |
| CD Laredo                  | 1:4             | CD Rayo Cantabria         | 1:0      | 0:4       |
| CD Arenteiro               | 1:2             | CD Ourense                | 1:1      | 0:1       |
| AD Laguna                  | 1:6             | CD Teneriffa              | 1:2      | 0:4       |
| CD Santurtzi               | 1:2             | SD Eibar                  | 1:0      | 0:2       |
| CD Arnedo                  | 3:2             | CD Tudelano               | 2:1      | 1:1       |
| AD Parla                   | 3:7             | CD Pegaso                 | 2:1      | 1:6       |
| FC Getafe                  | 2:1             | UB Conquense              | 1:0      | 1:1       |
| RSD Alcalá                 | 2:4             | CD Leganés                | 0:1      | 2:3       |
| SD Compostela              | 1:3             | CD Lugo                   | 1:3      | 0:0       |
| Arosa SC                   | 1:2             | CD Bergantiños            | 0:0      | 1:2       |
| Sporting Gijón Atlético    | 1:1 (4:5 i. E.) | Real Avilés Industrial    | 1:1      | 0:0       |
| Caudal Deportivo           | 2:1             | UP Langreo                | 1:0      | 1:1       |
| Ayrón CF                   | 1:4             | Gimnástica de Torrelavega | 1:0      | 0:4       |
| CE Andorra                 | 3:4             | UD Fraga                  | 1:2      | 2:2       |
| FC Barcelona Aficionados   | 4:3             | CE l’Hospitalet           | 3:2      | 1:1       |
| Gimnàstic de Tarragona     | 4:2             | CFJ Mollerussa            | 4:1      | 0:1       |
| FC Terrassa                | 3:1             | CD Júpiter                | 2:0      | 1:1       |
| Levante UD                 | 5:3             | UD Alzira                 | 4:1      | 1:2       |
| Cultural Leonesa           | 1:2             | Real Burgos               | 1:0      | 0:2       |
| Melilla CF                 | 4:1             | FC Granada                | 3:0      | 1:1       |
| CD Constància              | 2:1             | SCR Peña Deportiva        | 2:1      | 0:0       |
| Club Hispano               | 3:2             | Club Siero                | 2:1      | 1:1       |
| SD Unión Club El Astillero | 3:5             | Santoña CF                | 3:2      | 0:3       |
| FC Barakaldo               | 4:2             | SD Amorebieta             | 1:1      | 3:1       |
| CD Binéfar                 | 3:2             | AD Sabiñánigo             | 2:0      | 1:2       |
| Moralo CP                  | 2:3             | Sanvicenteño CF           | 2:0      | 0:3       |
| UD Las Palmas Atlético     | 1:4             | CD Maspalomas             | 0:3      | 1:1       |
| Linares CF                 | 3:0             | CD Martos                 | 3:0      | 0:0       |
| Algemesí CF                | 0:7             | CF Gandía                 | 0:3      | 0:4       |
| CD Olímpic de Xàtiva       | 3:4             | CD Mestalla               | 0:2      | 3:2       |
| FC Villarreal              | 3:1             | CD Benidorm               | 2:0      | 1:1       |
| CD Eldense                 | 3:1             | CD Cieza                  | 3:0      | 0:1       |
| Zamora CF                  | 0:6             | UD Salamanca              | 0:2      | 0:4       |
| CD Ronda                   | 3:3 (?:? i. E.) | CP Almería                | 1:2      | 2:1       |
| CA Marbella                | 3:2             | Real Jaén                 | 2:1      | 1:1       |
| CD Utrera                  | 2:1             | AD Ceuta                  | 1:0      | 1:1       |
| Bollullos CF               | 1:2             | FC Córdoba                | 0:1      | 1:1       |
| Atlético Sanluqueño        | 3:4             | Betis Sevilla Deportivo   | 2:1      | 1:3       |
| CD Atlético Baleares       | 3:3 (5:6 i. E.) | SD Portmany               | 1:0      | 2:3       |
| CD Badajoz                 | 7:3             | FC Extremadura            | 7:1      | 0:2       |
| Torrevieja CF              | 6:4             | CD Torre Pacheco          | 3:2      | 3:2       |
| SD Tenisca                 | 1:2             | CD Mensajero              | 0:1      | 1:1       |
| Sevilla Atlético           | 4:1             | Cádiz Aficionados         | 2:1      | 2:0       |
| UD Barbastro               | 4:7             | CD Teruel                 | 1:3      | 3:4       |

- Atlético Madrileño, Albacete Balompié, FC Pontevedra, CD Aragón, UE Lleida, Real Linense, CD Alcoyano und UD Telde erhielten ein Freilos.

## Zweite Hauptrunde
Die Hinspiele wurden am 15., 16., 17. und 24. September, die Rückspiele am 29. und 30. September 1987 ausgetragen.
|                           | Gesamt          |                     | Hinspiel | Rückspiel |
| ------------------------- | --------------- | ------------------- | -------- | --------- |
| CD Pegaso                 | 2:6             | Atlético Madrileño  | 0:4      | 2:2       |
| CF Cristo Olímpico        | 2:3             | UD Salamanca        | 1:1      | 1:2       |
| CD Baskonia               | 1:1 (?:? i. E.) | San Sebastián CF    | 0:1      | 1:0       |
| Real Ávila                | 2:2 (?:? i. E.) | Real Burgos         | 2:1      | 0:1       |
| Torrevieja CF             | 0:1             | Albacete Balompié   | 0:0      | 0:1       |
| CD Bergantiños            | 2:1             | FC Pontevedra       | 2:0      | 0:1       |
| CD Lalín                  | 2:4             | CD Ourense          | 1:1      | 1:3       |
| CD Teruel                 | 3:2             | CD Aragón           | 2:1      | 1:1       |
| CD Binéfar                | 1:4             | UD Fraga            | 0:3      | 1:1       |
| FC Barcelona Aficionados  | 5:6             | UE Lleida           | 0:0      | 5:6       |
| Gimnàstic de Tarragona    | 6:5             | FC Terrassa         | 3:3      | 3:2       |
| FC Villarreal             | 2:3             | CD Mestalla         | 1:2      | 1:1       |
| CD Eldense                | 3:2             | Lorca Deportiva     | 1:0      | 2:2       |
| Betis Sevilla Deportivo   | 0:3             | Real Linense        | 0:0      | 0:3       |
| CD Mensajero              | 3:8             | CD Teneriffa        | 3:2      | 0:6       |
| CD Constància             | 1:3             | UD Poblense         | 0:2      | 1:1       |
| CD Badía                  | 2:1             | SD Portmany         | 1:0      | 1:1       |
| Gimnástica de Torrelavega | 4:2             | CD Rayo Cantabria   | 4:1      | 0:1       |
| FC Barakaldo              | 4:6             | SD Eibar            | 2:3      | 2:3       |
| Caudal Deportivo          | 3:0             | Club Hispano        | 2:0      | 1:0       |
| Levante UD                | 0:0 (?:? i. E.) | CD Alcoyano         | 0:0      | 0:0       |
| Melilla CF                | 0:3             | CP Almería          | 0:1      | 0:2       |
| Linares CF                | 4:0             | CA Marbella         | 3:0      | 1:0       |
| CD Utrera                 | 0:1             | Sevilla Atlético    | 0:1      | 0:0       |
| CD Badajoz                | 2:1             | CD Plasencia        | 2:0      | 0:1       |
| UCD Chantrea              | 3:2             | CA Osasuna Promesas | 1:0      | 2:2       |
| CD Leganés                | 2:6             | FC Getafe           | 2:2      | 0:4       |
| UD Telde                  | 1:4             | CD Maspalomas       | 2:2      | 0:4       |

- CD Arnedo, CD Lugo, CF Gandía, FC Córdoba, Real Avilés Industrial, Santoña CF und Sanvicenteño CF erhielten ein Freilos.

## Dritte Hauptrunde
Die Hinspiele wurden am 6. und 7. Oktober, die Rückspiele am 20., 21. und 22. Oktober 1987 ausgetragen.
|                           | Gesamt          |                      | Hinspiel | Rückspiel |
| ------------------------- | --------------- | -------------------- | -------- | --------- |
| Albacete Balompié         | 2:5             | UE Figueres          | 0:3      | 2:2       |
| CP Almería                | 1:9             | Castilla CF          | 0:3      | 1:6       |
| CD Arnedo                 | 3:2             | CD Lugo              | 2:1      | 1:1       |
| Atlético Madrileño        | 3:6             | FC Elche             | 0:1      | 3:5       |
| Real Avilés Industrial    | 2:3             | CD Eldense           | 2:1      | 0:2       |
| CD Badajoz                | 1:3             | CD Ourense           | 0:1      | 1:2       |
| CD Badía                  | 1:3             | CD Castellón         | 0:1      | 1:2       |
| CD Baskonia               | 1:1 (?:? i. E.) | CD Bergantiños       | 0:0      | 1:1       |
| Bilbao Athletic           | 4:3             | Sevilla Atlético     | 3:3      | 1:0       |
| UCD Chantrea              | 2:8             | Celta Vigo           | 2:1      | 0:7       |
| FC Córdoba                | 3:2             | Deportivo Xerez      | 2:0      | 1:2       |
| SD Eibar                  | 1:6             | Real Oviedo          | 1:1      | 0:5       |
| UD Fraga                  | 1:3             | Real Burgos          | 0:1      | 1:2       |
| CF Gandía                 | 1:3             | Rayo Vallecano       | 1:1      | 0:2       |
| FC Getafe                 | 4:2             | Deportivo La Coruña  | 2:0      | 2:2       |
| Levante UD                | 2:6             | CD Logroñés          | 0:1      | 2:5       |
| Real Linense              | 2:3             | Cartagena FC         | 2:2      | 0:1       |
| UE Lleida                 | 1:4             | FC Barcelona Atlètic | 0:1      | 1:3       |
| CD Maspalomas             | 0:3             | FC Valencia          | 0:1      | 0:2       |
| CD Mestalla               | 4:11            | Recreativo Huelva    | 1:3      | 3:8       |
| UD Poblense               | 2:4             | Hércules Alicante    | 1:0      | 1:4       |
| Santoña CF                | 0:7             | Linares CF           | 0:2      | 0:5       |
| Sanvicenteño CF           | 0:5             | UD Salamanca         | 0:0      | 0:5       |
| Gimnàstic de Tarragona    | 1:0             | Caudal Deportivo     | 1:0      | 0:0       |
| Gimnástica de Torrelavega | 1               | CD Teneriffa         |          |           |
| CD Teruel                 | 2:4             | CD Málaga            | 2:1      | 0:3       |

- Sestao SC erhielt ein Freilos.

## Vierte Hauptrunde
Die Hinspiele wurden am 27., 28. und 29. Oktober, die Rückspiele am 3., 4., 5. und 11. November 1987 ausgetragen.
|                        | Gesamt          |                      | Hinspiel | Rückspiel |
| ---------------------- | --------------- | -------------------- | -------- | --------- |
| CD Arnedo              | 2:9             | Hércules Alicante    | 2:3      | 0:6       |
| Real Burgos            | 2:3             | Cartagena FC         | 0:0      | 2:3       |
| CD Castellón           | 3:3 (4:3 i. E.) | CD Logroñés          | 2:0      | 1:3       |
| FC Córdoba             | 2:4             | Castilla CF          | 2:0      | 0:4       |
| FC Elche               | 2:1             | CD Málaga            | 2:0      | 0:1       |
| CD Eldense             | 2:1             | Bilbao Athletic      | 0:0      | 2:1       |
| FC Getafe              | 1:4             | Sestao SC            | 1:0      | 0:4       |
| Linares CF             | 3:3 (3:1 i. E.) | Real Oviedo          | 1:1      | 2:2       |
| CD Ourense             | 0:4             | Recreativo Huelva    | 0:2      | 0:2       |
| Rayo Vallecano         | 7:5             | CD Bergantiños       | 3:2      | 4:3       |
| UD Salamanca           | 1:3             | FC Valencia          | 0:2      | 1:1       |
| Gimnàstic de Tarragona | 3:9             | Celta Vigo           | 1:1      | 2:8       |
| CD Teneriffa           | 2:4             | FC Barcelona Atlètic | 0:1      | 2:3       |

- UE Figueres und Racing Santander erhielten ein Freilos.

## Runde der letzten 32
Die Hinspiele wurden am 11. und 12. November, die Rückspiele am 24. und 25. November sowie am 2. Dezember 1987 ausgetragen.
|                      | Gesamt          |                  | Hinspiel | Rückspiel |
| -------------------- | --------------- | ---------------- | -------- | --------- |
| FC Barcelona         | 5:0             | Real Murcia      | 2:0      | 3:0       |
| FC Barcelona Atlètic | 0:5             | Sporting Gijón   | 0:2      | 0:3       |
| Cartagena FC         | 1:3             | Real Sociedad    | 1:0      | 0:3       |
| CD Castellón         | 3:0             | Racing Santander | 1:0      | 2:0       |
| Castilla CF          | 4:1             | RCD Mallorca     | 2:0      | 2:1       |
| Celta Vigo           | 1:0             | Real Saragossa   | 1:0      | 0:0       |
| FC Elche             | 2:2 (6:7 i. E.) | Atlético Madrid  | 1:0      | 1:2       |
| CD Eldense           | 1:3             | Betis Sevilla    | 0:0      | 1:3       |
| UE Figueres          | 1:1 (2:4 i. E.) | CE Sabadell      | 1:0      | 0:1       |
| Hércules Alicante    | 3:4             | RCD Español      | 2:3      | 1:1       |
| Linares CF           | 0:3             | Athletic Bilbao  | 0:2      | 0:1       |
| Recreativo Huelva    | 1:3             | FC Cádiz         | 1:3      | 0:0       |
| Rayo Vallecano       | 2:4             | UD Las Palmas    | 1:3      | 1:1       |
| Sestao SC            | 0:3             | Real Madrid      | 0:0      | 0:3       |
| FC Valencia          | 0:3             | FC Sevilla       | 0:0      | 0:3       |
| Real Valladolid      | 1:1 (4:5 i. E.) | CA Osasuna       | 0:0      | 1:1       |

## Achtelfinale
Die Hinspiele wurden am 15., 16. und 30. Dezember 1987, die Rückspiele am 6. Januar 1988 ausgetragen.
|                 | Gesamt          |                 | Hinspiel | Rückspiel |
| --------------- | --------------- | --------------- | -------- | --------- |
| Atlético Madrid | 3:1             | UD Las Palmas   | 0:0      | 3:1       |
| FC Cádiz        | 3:5             | Real Madrid     | 1:1      | 2:4       |
| Castilla CF     | 3:3 (7:6 i. E.) | Athletic Bilbao | 2:1      | 1:2       |
| RCD Español     | 1:4             | FC Barcelona    | 1:3      | 0:1       |
| CA Osasuna      | 3:0             | Celta Vigo      | 2:0      | 1:0       |
| CE Sabadell     | 1:0             | Betis Sevilla   | 0:0      | 1:0       |
| FC Sevilla      | 2:3             | CD Castellón    | 1:1      | 1:2       |
| Sporting Gijón  | 0:4             | Real Sociedad   | 0:0      | 0:4       |

## Viertelfinale
Die Hinspiele wurden am 13. Januar, die Rückspiele am 20. und 21. Januar 1988 ausgetragen.
|                 | Gesamt |               | Hinspiel | Rückspiel |
| --------------- | ------ | ------------- | -------- | --------- |
| Atlético Madrid | 3:4    | Real Sociedad | 2:1      | 1:3       |
| CD Castellón    | 1:3    | FC Barcelona  | 1:1      | 0:2       |
| Castilla CF     | 1:3    | CA Osasuna    | 0:0      | 1:3       |
| CE Sabadell     | 3:4    | Real Madrid   | 3:2      | 0:2       |

## Halbfinale
Die Hinspiele wurden am 3. Februar, die Rückspiele am 17. und 18. Februar 1988 ausgetragen.
|               | Gesamt |              | Hinspiel | Rückspiel |
| ------------- | ------ | ------------ | -------- | --------- |
| CA Osasuna    | 0:3    | FC Barcelona | 0:0      | 0:3       |
| Real Sociedad | 5:0    | Real Madrid  | 1:0      | 4:0       |

## Finale
| FC Barcelona                                        | FC Barcelona | Real Sociedad | Real Sociedad |
| --------------------------------------------------- | --- | --- | ------------- |
| FC Barcelona                                        | \| 30. März 1988 in Madrid (Estadio Santiago Bernabéu) \| \| Ergebnis: 1:0 (0:0) \| \| Zuschauer: 70.000 \| \| Schiedsrichter: Joaquín Ramos Marcos \|                                                                      | \| 30. März 1988 in Madrid (Estadio Santiago Bernabéu) \| \| Ergebnis: 1:0 (0:0) \| \| Zuschauer: 70.000 \| \| Schiedsrichter: Joaquín Ramos Marcos \| | Real Sociedad |
| FC Barcelona                                        | Andoni Zubizarreta – Gerardo Miranda, Migueli, José Ramón Alexanko , Julio Alberto – Urbano Ortega, Roberto, Bernd Schuster, Víctor Muñoz (56. Ramón Calderé) – Francisco Carrasco, Gary Lineker Cheftrainer: Luis Aragonés | Luis Arconada – Santi Bakero (64. Joaquín Uría), Alberto Górriz, Juan Antonio Larrañaga, Agustín Gajate, Luis María López Rekarte – José María Zúñiga, Jesús María Zamora, José Mari Bakero – Loren, Txiki Begiristain Cheftrainer: John Toshack ( Wales) | Real Sociedad |
| FC Barcelona                                        | 1:0 José Ramón Alexanko (61.) | | Real Sociedad |
| FC Barcelona                                        | Francisco Carrasco (34.), Bernd Schuster (88.) | Luis María López Rekarte (50.), Luis Arconada (74.), Alberto Górriz (83.) | Real Sociedad |
| 30. März 1988 in Madrid (Estadio Santiago Bernabéu) | | |               |
| Ergebnis: 1:0 (0:0)                                 | | |               |
| Zuschauer: 70.000                                   | | |               |
| Schiedsrichter: Joaquín Ramos Marcos                | | |               |